# Palacio de Wolfenbüttel
El palacio/castillo de Wolfenbüttel (en alemán: Schloss Wolfenbüttel) es un schloss —residencia palaciega— alemán erigido en la ciudad de Wolfenbüttel (Baja Sajonia) que sirvió como residencia principal de los gobernantes del principado de Brunswick-Wolfenbüttel entre 1432 y 1753. Es el segundo palacio sobreviviente más grande en la Baja Sajonia. Ahora es utilizado por una escuela secundaria, la Academia Federal de Educación Artística y un museo. En las inmediaciones se encuentran la Bibliotheca Augusta, el Lessinghaus, el Zeughaus y el Pequeño Palacio.
Su origen fue un castillo con foso y el palacio de Wolfenbüttel aparece hoy como un complejo barroco de cuatro alas agrupado alrededor de un patio poligonal. Detrás de las fachadas barrocas de entramado de madera, que simulan una construcción masiva, se esconde un núcleo de construcción de piedra procedente de diferentes épocas. Se conservan la antigua torre del complejo del castillo medieval y huellas del generoso palacio renacentista del siglo XVI y principios del XVII, como el Welsche Haube, con la linterna del Hausmannsturm, el patio porticado original de dos plantas y el pasillo de dos naves del tribunal ducal (Renaissancesaal).

## Historia

### Edad Media

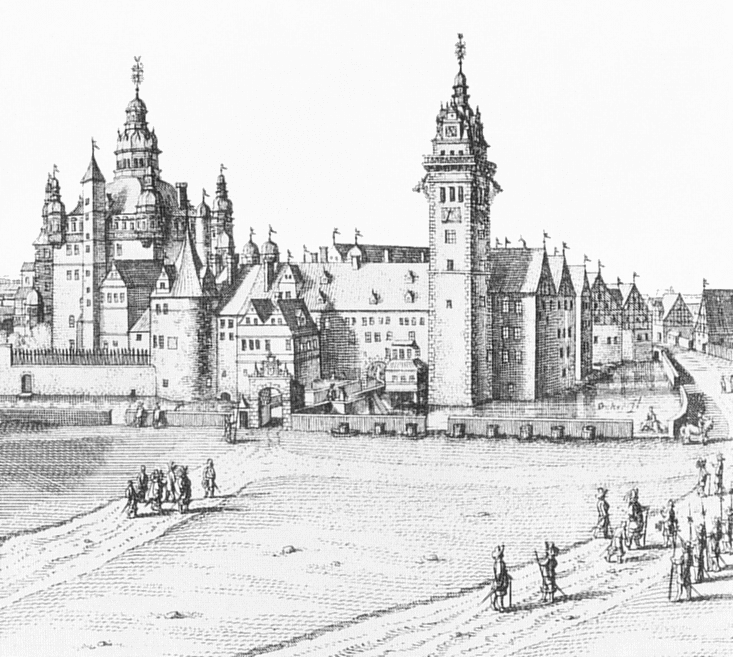
Grabado en cobre de Matthäus Merian, 1654

La primera referencia es de 1074 y fue construido como un fuerte a orillas del río Oker por Widekind de Wolfenbüttel. En las marismas de Oker ya existía antes un pequeño asentamiento conocido como Wulferisbuttle, ubicado en una ruta comercial entre el Rin y Elba y los obispados de Halberstadt y de Hildesheim, utilizada tanto por mercaderes como por monjes peregrinos. Gunzelin de Wolfenbüttel se negó a jurar lealtad a Alberto I de Brunswick (r. 1269-1279) en 1255 y éste más tarde destruyó el fuerte, aunque fue reconstruido en 1283 por Enrique I el Admirable (r. 1291-1322). La planta actual del castillo, su foso y las plantas inferiores y las mazmorras del torreón datan de la época de Enrique.

### SiglosXVIyXVII
En 1350 se convirtió en la residencia de la rama de la casa de Welf en Brunswick. Fue capturado y destruido en 1542 por la Liga de Esmalcalda, y la reconstrucción comenzó en 1553 con el duque Enrique el Joven de Brunswick-Luneburgo, que creó una nueva residencia y convirtió la antigua torre en la capilla del castillo. En 1575 se agregaron patios con arcadas de estilo italiano.
En 1595, el compositor protestante Michael Praetorius (1571-1621) fue nombrado secretario privado de Enrique Julio, duque de Brunswick-Luneburgo (r. 1589-1613). Vivió aquí y, como organista de la corte, también interpretó el órgano del palacio, completado en 1596. Enrique Julio fundó asimismo el primer teatro permanente en el palacio con un grupo inglés de actores, haciendo de la ciudad el lugar de nacimiento del teatro alemán. El castillo tenía anteriormente más torres, algunos de cuyos cimientos aún sobreviven. El Hausmannsturm fue construido en estilo renacentista en 1613 por Paul Francke (c. 1537-1615): era la torre más alta del castillo y aún se conserva.
El duque Augusto se trasladó al castillo en 1642 y entre 1641 y 1643 también le ofreció a Conrad Buno una habitación allí. Buno creó varias placas de cobre del castillo. Fue dañado durante la Guerra de los Treinta Años. Entre 1690 y 1697, el castillo sufrió una gran reconstrucción que convirtió sus grandes salas en las habitaciones para que los duques vivieran en él. Entre 1714 y 1716, el arquitecto Hermann Korb añadió al palacio una nueva fachada barroca de entramado de madera: la puerta de entrada de piedra y las esculturas del austriaco Franz Finck sobre el puente y a lo largo del foso datan igualmente de este período. Las esculturas representan las virtudes y los deberes de los duques.
Los duques de Wolfenbüttel Rodolfo Augusto (r. 1666-1704), Antonio Ulrico (r. 1685-1714) y Augusto Guillermo (r. 1714-1731) crearon la apariencia actual del castillo en dos fases de construcción. Particularmente digna de mención es la fachada del palacio representativo, que es única en Alemania con su decoración de figuras y jarrones en la balaustrada, puente y gran portal.  Además del patio del castillo, remodelado barroco, y de la amplia escalera, son de destacar las salas oficiales de los apartamentos del estado ducal.

### Periodo posterior

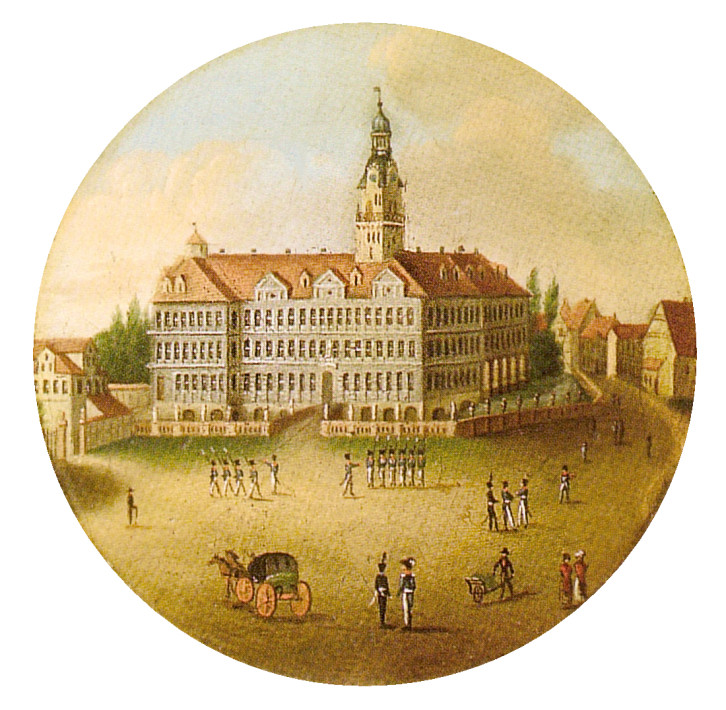
Vista en 1820

La corte ducal se trasladó a la ciudad de Brunswick en 1753, dejando el palacio vacío. Después de la reubicación de la residencia,  en 1753/1754 se cancelaron varias partes del complejoː Se perdieron el poderoso edificio central de la capilla, construido en las formas del primer Renacimiento, el magnífico salón de baile del castillo, la ópera barroca y las partes más antiguas del edificio en el lado sur del complejo. A pesar de esas pérdidas, sigue siendo el segundo palacio  más grande de Baja Sajonia y el mejor conservado en la región de Brunswick.
Cuando Gotthold Ephraim Lessing fue nombrado bibliotecario en la cercana Bibliotheca Augusta en 1770, el duque le asignó algunas habitaciones en el primer piso del palacio y pasó cinco años viviendo en ellas. Después de casarse con Eva König en 1776, él y su esposa se mudaron al Meißnerhaus, justo al lado del palacio, antes de mudarse en 1777 a la Schäffersche Haus, más tarde conocida como Lessinghaus. Durante este período, escribió Emilia Galotti (1772) y Nathan el Sabio (1779). En 1866 se fundó una escuela para niñas en los edificios del palacio, conocida como Anna-Vorwerk-Schule.

### SiglosXXyXXI

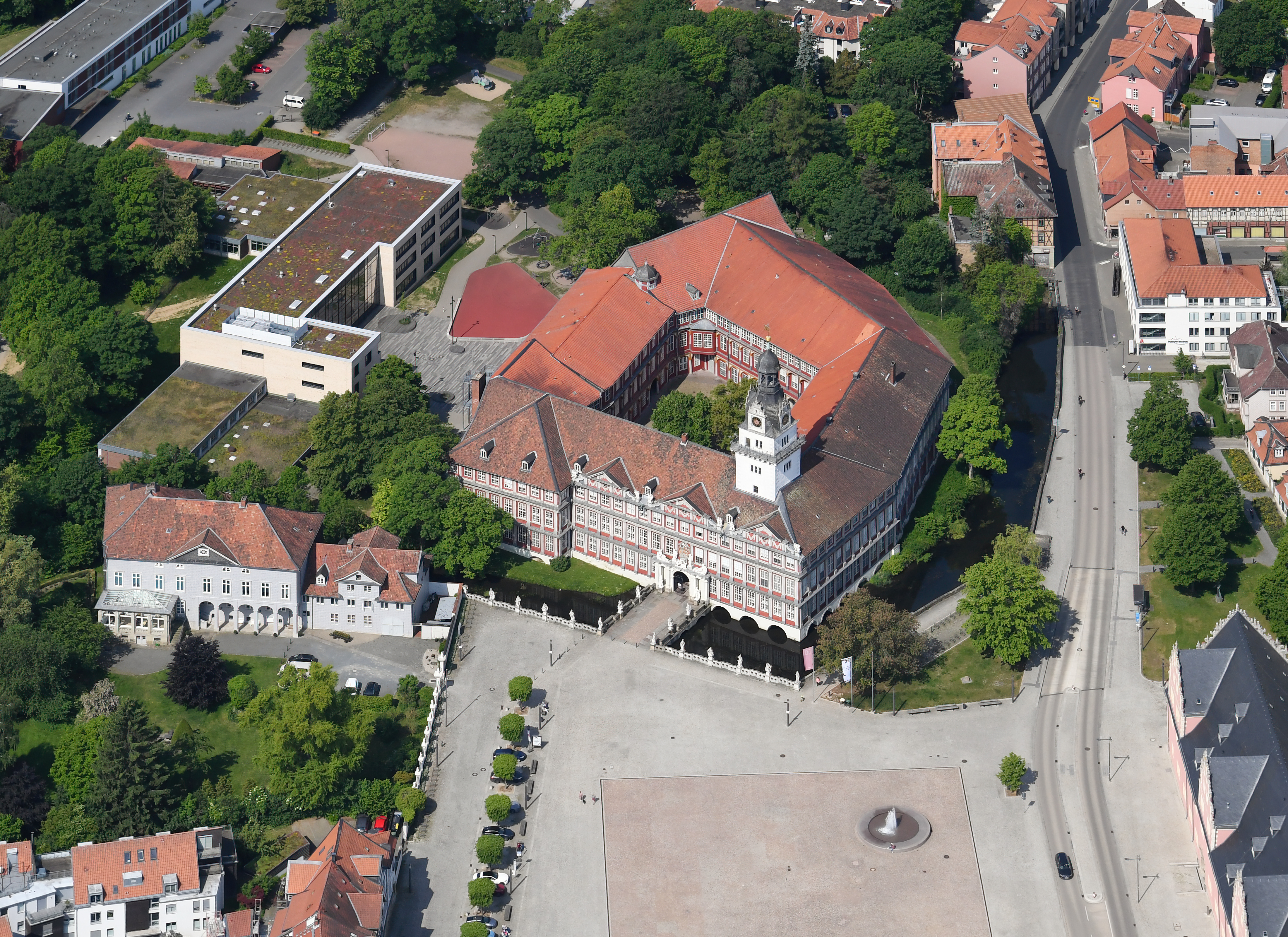
Vista aérea

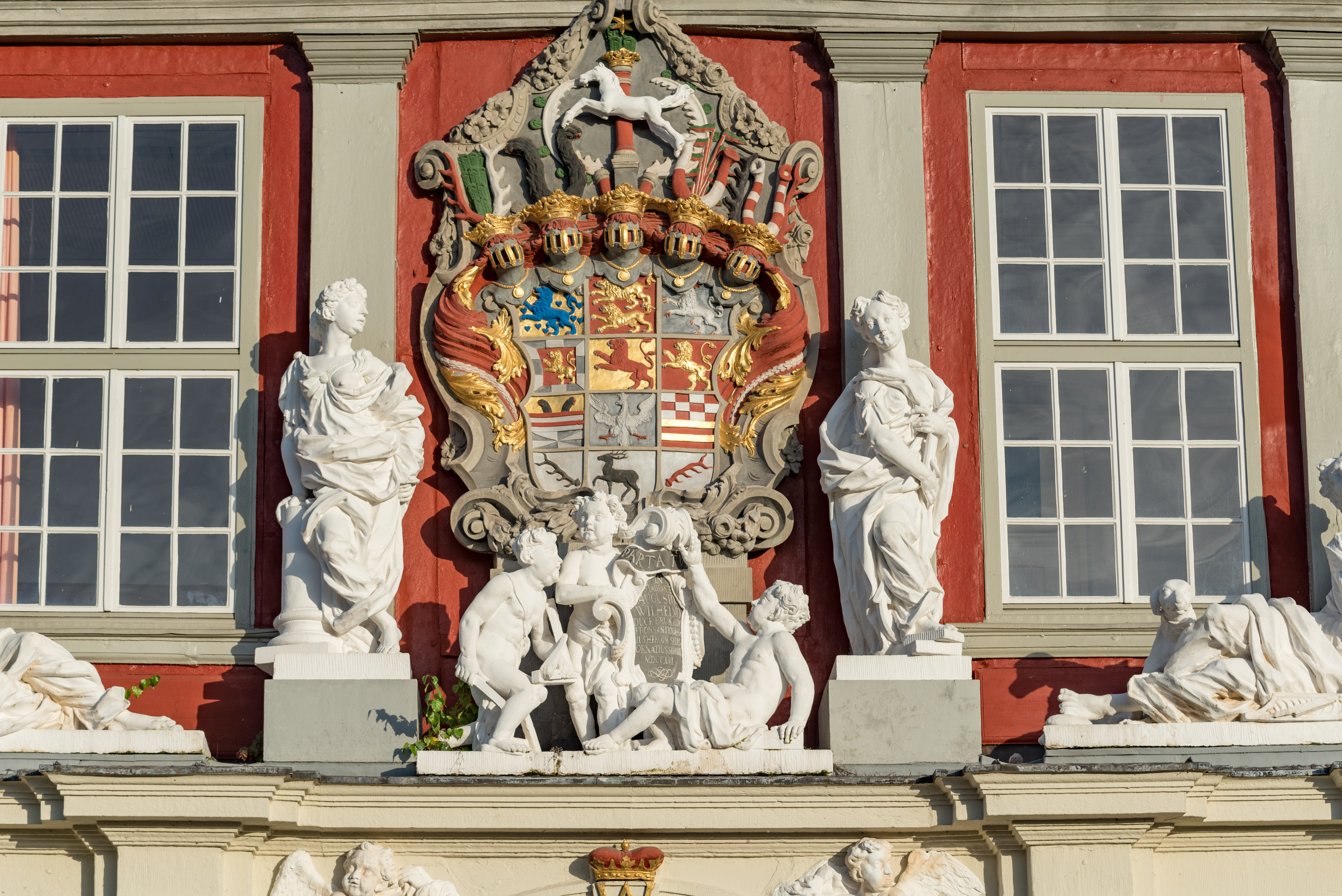
Escudo

En 1969 se fundó el Gymnasium im Schloss (GiS) en los edificios del mismo. Un museo también se encuentra allí, utilizando las salas de recepción de 1690-1740 y los apartamentos oficiales, y en él se exponen objetos de la clase alta y media desde 1700 hasta el presente. El laboratorio de idiomas de la escuela y el Hausmannsturm fueron dañados por el fuego y restaurados como parte del museo. Desde 1991, también ha albergado los edificios administrativos de la «Bundesakademie für kulturelle Bildung Wolfenbüttel», mientras que el grupo de teatro aficionado «kleine bühne Wolfenbüttel e.V.» organizó espectáculos en los patios del palacio durante el festival anual de verano «KulturSommer» de la ciudad. Ese festival incluye asimismo conciertos de la banda de música "Posaunenchor Wolfenbüttel" en el Hausmannsturm, interpretando música de Praetorius y otros compositores. Cuatro veces al año, los patios albergan igualmente el «Die Wolfenbüttler eV», que recrea el cambio de guardia del Barroco por parte de los guardias ducales. Un recreante barroco interpreta a un maestro de danza una vez al mes, dando visitas al museo.
En 2011, el palacio fue uno de los lugares en que se desarrolla la película  Lessons of a Dream.

Vistas del palacio
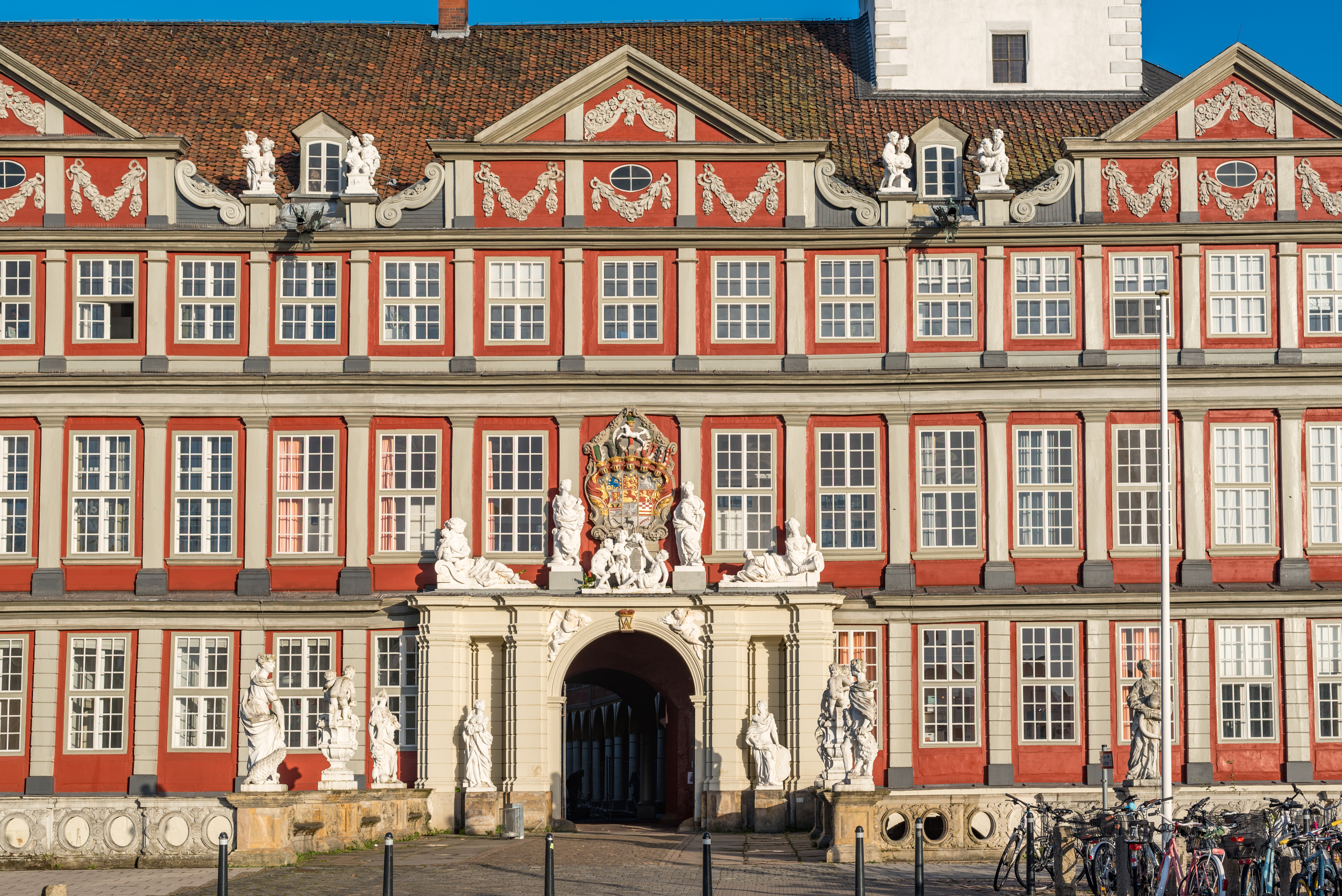
Vista exterior
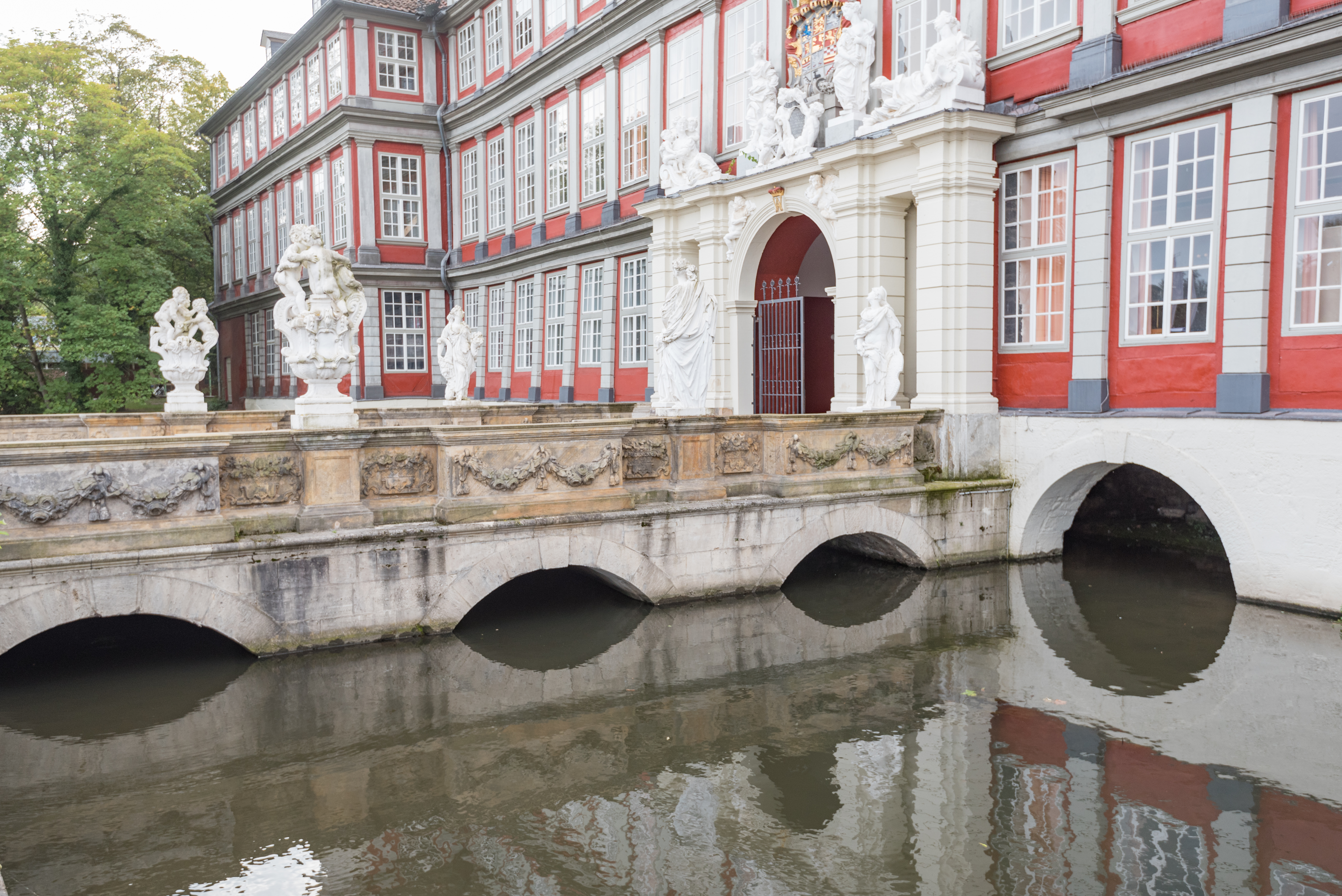
Acceso principal por el puente sobre el foso
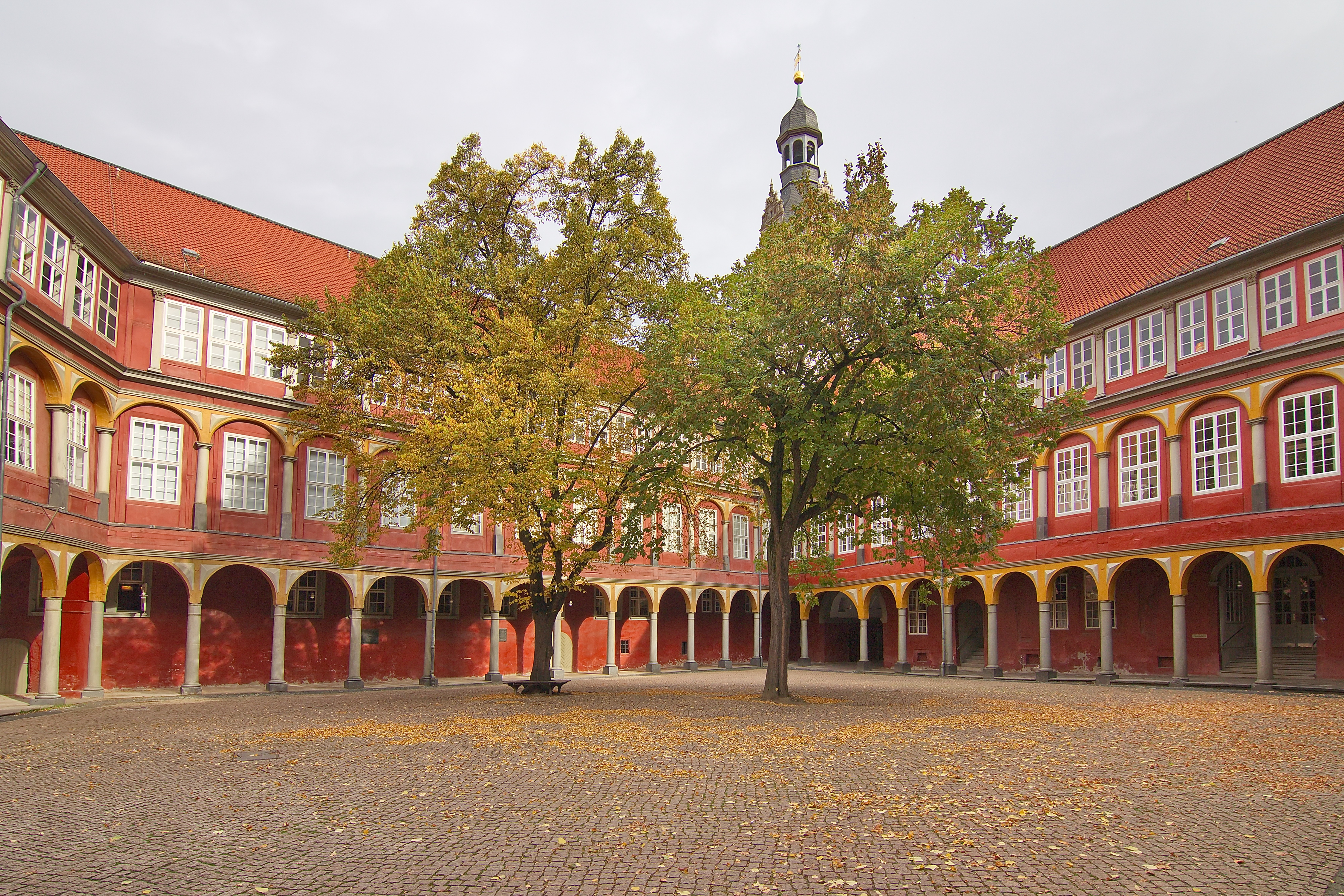
Patio interior
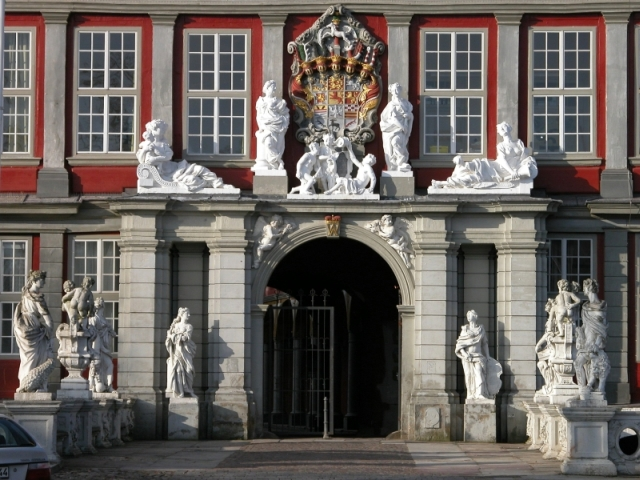
Puerta del palacio